# Bayer József Ágost
Bayer József Ágost (Pest, 1821. március 19. – Gleichenberg, 1864. június 11.) magyar honvédezredes, történetíró, katonai szakíró. Bajor Gizi nagyapja.

## Életpályája
Tanulmányait a bécsi hadmérnöki akadémián végezte, majd belépett a császári hadseregbe. 1843-ban kilépett a szolgálatból és Berlinben újságíró lett. A március 15-ei forradalom hírére hazatért és jelentkezett a szerveződő honvédségbe. Szeptembertől táborkari főhadnagyként részt vett a Jellasics elleni hadműveletekben. A pákozdi csata után századossá, a schwechati csata után őrnaggyá léptették elő. Görgei felismerte kiváló katonai képességeit és első számú katonai tanácsadójává tette. A főváros feladása után az ő javaslata volt, hogy a feldunai hadtest ne a Tisza vonalára vonuljon vissza, hanem Lipótvár felmentésére induljon. E hadmozdulat végül döntő befolyást gyakorolt a szabadságharc további menetére. Görgei a feldunai hadsereg  átszervezésekor Pusztelnik Henrik utódaként vezérkari főnökévé nevezte ki. Ő volt Görgei által vezette hadjáratok hadműveleti terveinek kidolgozója, így Klapka György mellett ő volt a Komárom felszabadításával végződő tavaszi hadjárat tervének egyik értelmi szerzője is. A tavaszi hadjárat után nem Buda ostromának tervét támogatta, hanem Pozsony irányába akart előretörni, de ez a terv nem valósult meg. Az 1849. nyári Vág menti hadműveletek tervét is ő készítette, de a terv túlságosan bonyolultnak bizonyult, mert a valóságosnál szorosabb együttműködést írt elő az egyes hadtestek és különítmények között. A hadügyminisztersége miatt távol lévő Görgei őt bízta meg a hadműveletek vezetésével is, de Bayer a támadást nagy távolságból, Tatáról irányította, így nem tudott rugalmasan reagálni a változó hadi helyzetre. A támadás végül kudarcba fulladt és a peredi csata előtt Görgei ismét személyesen vette át a parancsnokságot. A cári intervenció megindulása után Bayer készítette el a magyar erők komáromi összpontosításának tervét, melyet a kormány június 26-án el is fogadott, később azonban mégis a Tisza-Maros szögében történő összpontosítás mellett döntött.
A világosi fegyverletétellel került előbb a cári, majd császári csapatok fogságába. Az aradi haditörvényszék előbb halálra, majd tizennyolc évi várfogságra ítélte. A szabadságharc előtt kilépett volt császári tisztekre vonatkozó amnesztiarendelet alapján 1850 júniusában kiszabadult, majd Pesten élt, szegénységben. 1864. június 11-én halt meg a gleichenbergi fürdőben.
Első költői kísérlete a pesti árvízkárosultak javára Witthauer által kiadott Albumban (1838.) jelent meg. Némedy József álnéven megírta Buda 1686-os és 1849-es ostromát is „Die Belagerungen der Festung Ofen in den Jahren 1686 und 1849” címmel, melyet Pesten adtak ki 1853-ban. A krími háború idején a Pesti Naplóba írt katonai cikkeket. A magyar szabadságharc megírásával is foglalkozott, de kéziratai elvesztek.

## Munkái
1. Oesterreichische Flüchtlinge. Mannheim, 1847.
2. Die Belagerungen der Festung Ofen in den Jahren 1686 und 1849. Pest, 1853. (Josef Némedy névvel.) Online